# Élections générales irlandaises de 1981
L’élection générale irlandaise de 1981 s'est tenue le 11 juin 1981. 165 des 166 députés sont élus et siègent au Dáil Éireann.

## Mode de scrutin
Les élections générales irlandaises se tiennent suivant un scrutin proportionnel plurinominal avec scrutin à vote unique transférable. Elles ont lieu dans 43 circonscriptions électorales et concernent 165 des 166 sièges. En effet, le Ceann Comhairle, qui préside le Dáil Éireann, est automatiquement réélu, conformément à l'article 16, alinéa 6, de la Constitution.

## Résultats
| Parti                                                                              | Parti                              | Leader               | Voix      | %      | +/-        | Sièges | +/-        | % du Dáil |
| ---------------------------------------------------------------------------------- | ---------------------------------- | -------------------- | --------- | ------ | ---------- | ------ | ---------- | --------- |
|                                                                                    | Fianna Fáil                        | Charles Haughey      | 777 616   | 45,3 % | 5,3        | 78     | 6          | 47,0      |
|                                                                                    | Fine Gael                          | Garret FitzGerald    | 626 376   | 36,5 % | 6,0        | 65     | 22         | 39,2      |
|                                                                                    | Parti travailliste                 | Frank Cluskey        | 169 990   | 9,9 %  | 1,7        | 15     | 2          | 9,0       |
|                                                                                    | Anti H-Block                       | Aucun                | 42 803    | 2,5 %  |            | 2      |            | 1,2       |
|                                                                                    | Sinn Féin (Parti des travailleurs) | Tomás Mac Giolla     | 29 561    | 1,7 %  | stagnation | 1      | 1          | 0,6       |
|                                                                                    | Parti travailliste socialiste      | Noël Browne          | 7 107     | 0,4 %  |            | 1      |            | 0,6       |
|                                                                                    | Parti socialiste d'Irlande         | Eamonn O'Brien       | 571       | 0,0 %  |            | 0      |            | 0         |
|                                                                                    | Parti communiste d'Irlande         | Eugene McCartan      | 358       | 0,0 %  | stagnation | 0      | stagnation | 0         |
|                                                                                    | Indépendants                       | Indépendants         | 63 829    | 3,7 %  | 1,8        | 4      | stagnation | 2,4       |
| Votes blancs et nuls                                                               | Votes blancs et nuls               | Votes blancs et nuls | 16 168    |        |            |        |            |           |
| Total                                                                              | Total                              | Total                | 1 734 379 | 100 %  |            | 166    | 18         | 100       |
| Participation                                                                      | Participation                      | Participation        | 2 275 450 | 76,2 % |            |        |            |           |
| Un gouvernement de coalition Fine Gael - Parti travailliste minoritaire est formé. |                                    |                      |           |        |            |        |            |           |

Dans les indépendants figure Fianna Fáil indépendant (13 546 suffrages, 1 siège). 
Le chef des travaillistes, Frank Cluskey est battu dans sa circonscription de Dublin South-Central.

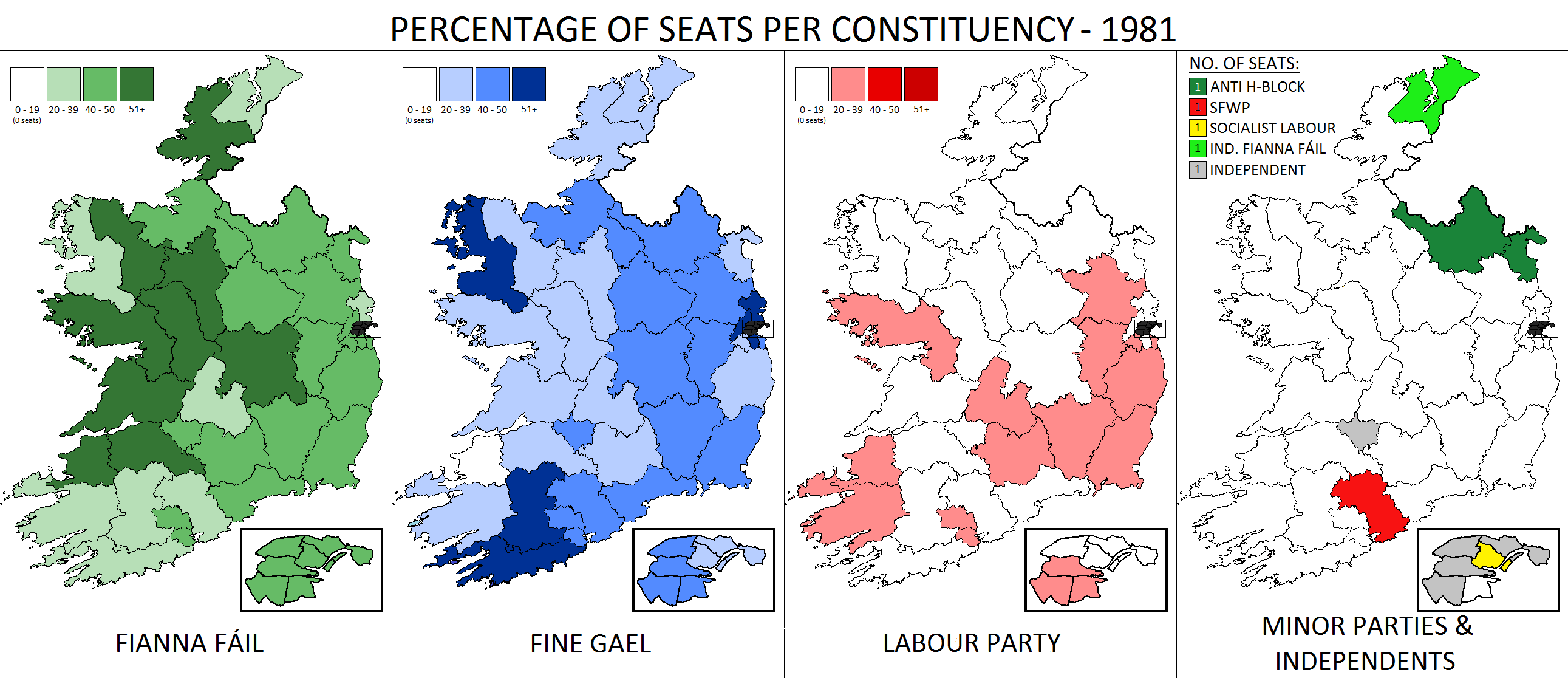
Résultats par circonscription